# 5.º arrondissement de Paris

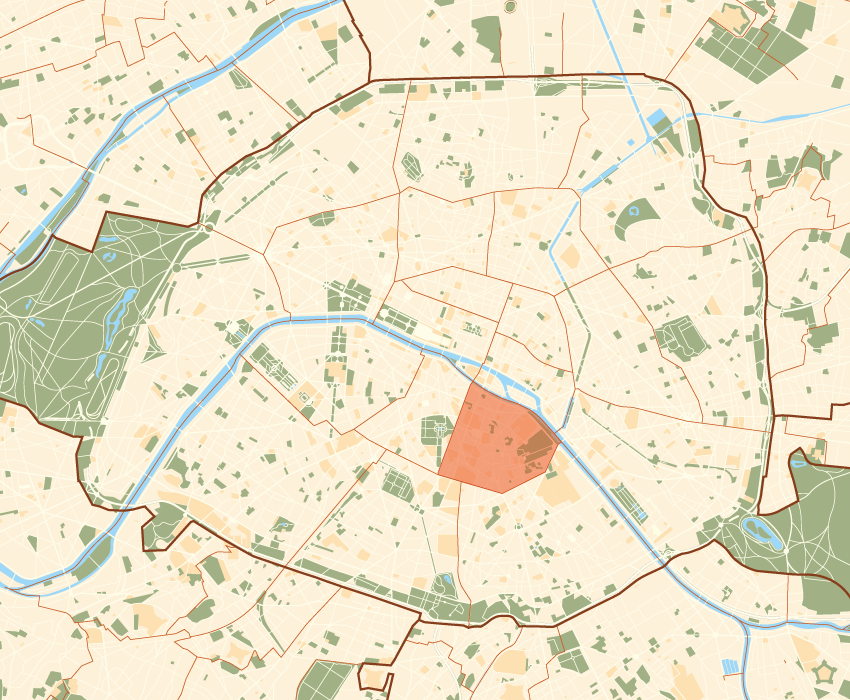
5º arrondissement de Paris, assinalado a vermelho.

O 5.º arrondissement de Paris é um dos 20 arrondissements de Paris. É o mais antigo bairro de Paris. Nele está localizado o Quartier Latin.

## Bairros
O 5.º arrondissement encontra-se dividido em quatro bairros:
- Quartier Saint-Victor
- Quartier du Jardin-des-Plantes
- Quartier du Val-de-Grâce
- Quartier de La Sorbonne

## Demografia
Em 2006, a população era de 61 475 habitantes, com uma densidade média de 24 203 hab/km².
| Ano                      | População | Densidade (hab./km²) |
| ------------------------ | --------- | -------------------- |
| 1872                     | 96 689    | 38 067               |
| 1911 (pico de população) | 121 378   | 47 768               |
| 1936                     | 107 120   | 42 173               |
| 1954                     | 106 443   | 41 907               |
| 1962                     | 96 031    | 37 793               |
| 1968                     | 83 721    | 32 948               |
| 1975                     | 67 668    | 26 630               |
| 1982                     | 62 173    | 24 468               |
| 1990                     | 61 222    | 24 094               |
| 1999                     | 58 849    | 23 160               |
| 2006                     | 61 475    | 24 203               |